# Грязное (Липецкая область)
Грязно́е — село Липецкого района Липецкой области, административный центр Грязновского сельсовета.

## География
Расположено на правом берегу реки Воронежа между устьями ручья Лячиха и реки Ериловки (см. также Новое Дубовое) в 30 км на юг от Липецка. Рядом с Грязным на противоположном берегу Ериловки находился хутор Полозов.

## История
Возникло во второй половине XVI века. В документах 1648 года отмечается почи́нок Грязно́вский. Рядом с селом Грязное, часто ведут раскопки, имеется городище предположительно 6-8 века. Однако не известно, как назывался данный населённый пункт в древности. Название — по особенностям грунтов в этой местности. Некоторые села и деревни назывались по имени феодала, который владел местностью. Истории известен опричник Василий Григорьевич Грязнов один из фаворитов Ивана Грозного. Василий Грязнов активный участник войны с Крымским ханством. Имеется некая вероятность, что Грязное получило свое название от фамилии Василия Грязного или одного из его родственников или потомков. Дворянский род Грязновы, так же указывается, как «Грязные», «Грязное».
В 1700 году в селе была построена вторая деревянная церковь Иоанна Богослова. Еще одна деревянная церковь во имя Иоанна Богослова была построена в 1858 году (в 1891 году обновлена). К началу XX века храм обветшал, и в 1903 году на средства прихожан, по проекту киевских архитекторов, была построена каменная Богословская церковь.
В конце XIX — начале XX века село являлось центром Грязновской волости Задонского уезда Воронежской губернии. С 1928 года село являлось центром Грязновского сельсовета Боринского района, с 1963 года — в составе Липецкого района.

## Население
| 1859 | 1897  | 2010 | 2012 | 2013 | 2014 | 2015 |
| ---- | ----- | ---- | ---- | ---- | ---- | ---- |
| 1656 | ↗2451 | ↘513 | ↘492 | ↘473 | ↘444 | ↗445 |
| 2016 | 2017  | 2018 | 2021 |      |      |      |
| ↗481 | ↗492  | →492 | ↗510 |      |      |      |

## Достопримечательности
В селе расположена Церковь Иоанна Богослова (1903)().